# Francisco Badaró
Francisco Badaró is een gemeente in de Braziliaanse deelstaat Minas Gerais. De gemeente telt 10.604 inwoners (schatting 2009).

## Aangrenzende gemeenten
De gemeente grenst aan Araçuaí, Berilo, Chapada do Norte, Jenipapo de Minas en Virgem da Lapa.